# Erkan Zengin
Erkan Zengin (* 5. srpna 1985, Kulu, Konya, Turecko) je turecko-švédský fotbalový záložník, který v současné době hraje v klubu Trabzonspor. V mládežnických kategoriích reprezentoval Turecko i Švédsko, na seniorské úrovni hraje za Švédsko.

## Reprezentační kariéra

### Turecko
Zengin působil v tureckých mládežnických reprezentacích U18 a U19.

### Švédsko
Zengin působil také ve švédské reprezentaci do 21 let.
Od roku 2013 nastupuje ve švédské seniorské fotbalové reprezentaci. Debutoval 26. března 2013 v přátelském zápase v Žilině s domácím týmem Slovenska (remíza 0:0).